# Fengcheng (Yichun)
Koordinaten: 28° 12′ N, 115° 47′ O
Die Stadt Fengcheng (chinesisch 丰城市, Pinyin Fēngchéng Shì) ist eine kreisfreie Stadt, die zum Verwaltungsgebiet der bezirksfreien Stadt Yichun im Nordwesten der chinesischen Provinz Jiangxi gehört. Die Fläche beträgt 2.831 Quadratkilometer und die Einwohnerzahl 1.336.392 (Stand: Zensus 2010).
Die Stätte des Porzellanbrennofens von Hongzhou steht seit 1996 auf der Liste der Denkmäler der Volksrepublik China (4-42).

## Persönlichkeiten
- Xiong Foxi (1900–1965), Dramatiker und Theaterpädagoge